# سان بارتولومي ديل جراو
بلدية سانت بارتوميو ديل غراو (بالكاتالانية: Sant Bartomeu del Grau) هي إحدى بلديات مقاطعة برشلونة، والتي تقع في منطقة كاتالونيا، شرق إسبانيا.
يبلغ عدد سكانها 975 نسمة وفقاً لإحصائية سنة (2007).